# Joan Antoni Güell i López
Joan Antoni Güell i López   (Comillas, 24 de juny de 1874 - Cala d'Or, 17 de març de 1958) fou un empresari, polític, col·leccionista i historiador de l'art. Segon comte de Güell i tercer marquès de Comillas, el 1916 va rebre de mans d'Alfons XIII el títol de comte de San Pedro de Ruiseñada.

## Biografia
Net per línia materna d'Antonio López y López, marquès de Comillas, el navilier i banquer que havia protegit mossèn Cinto Verdaguer, i fill d'Eusebi Güell i Bacigalupi, el gran protector d'Antoni Gaudí, i d'Isabel López i Bru (1850-1924).
Llicenciat en Dret, havia ampliat estudis a Cambridge. Publicà un detallat estudi, Ensayo sociológico sobre un código de la Edad Media (Barcelona 1901), treball historicojurídic sobre el document conegut com a Codi de Peralada, que recull els Privilegis i Costums del comtat d'Empúries-Peralada. Malgrat les seves conviccions pacifistes, potser més enfortides amb els anys, lluità a la guerra del Marroc el 1912, per no acollir-se a les exempcions del servei militar que moltes famílies aconseguien aleshores.
Fou president de la Companyia Transatlàntica, fundada pel seu avi López, de la companyia cimentera Asland, fundada pel seu pare, del Banc Hispano Colonial (1929-31), i tingué una participació destacada a l'empresa Minas del Rif, que explotava mineral de ferro del nord d'Àfrica.
Membre de la Reial Acadèmia Catalana de Belles Arts de Sant Jordi -des del 20 de gener del 1927-, en seria president des del 24 d'abril del 1928 fins a l'esclat de la Guerra Civil Espanyola el 19 de juliol del 1936. Molt ben relacionat amb el rei Alfons XIII -ell fou qui li regalà la finca de la Diagonal, a les Corts, que coneixem ara com a Palau Reial de Pedralbes-, durant la seva presidència obtingué del rei el títol de Reial per a l'Acadèmia, que des d'aleshores es diria també "de Sant Jordi". Però el més important va ser que l'Acadèmia deixà aleshores de ser "provincial" per passar a ser "catalana", o sigui, amb jurisdicció damunt tot Catalunya. Com a president de l'Acadèmia formà part de la Junta de Museus de Catalunya. Eren els anys en què les antigues Reials Acadèmies catalanes –les de Belles Arts, Bones Lletres, Ciències i Arts i Medicina- s'uniren en una Unió Interacadèmica que funcionà prou activament durant els anys de la Generalitat republicana.
Pròxim a la Lliga Regionalista, com a polític fou comissari reial de Turisme i candidat a les eleccions al Parlament de Catalunya de 1932 per la Lliga Regionalista, però sobretot, fou alcalde de Barcelona, des del 26 de febrer del 1930. Proclamà -en nom del rei-, el caràcter oficial de la bandera i de la llengua catalanes, "símbols –segons escriví el mateix comte- de la seva personalitat històrica nacional". Inaugurà el 29 de març del 1931 diversos grups escolars planejats d'abans de la Dictadura i construïts per l'Ajuntament amb un acord amb el Ministeri d'Instrucció Pública. Prengué la decisió, assessorat per Joaquim Folch i Torres i per la Junta de Museus –de la que ell també formava part-, d'instal·lar al Palau Nacional de Montjuïc el Museu que estava ubicat fins aleshores a la Ciutadella, i que esdevindria Museu d'Art de Catalunya i actualment MNAC. També fou ell com a alcalde qui lliurà el gran edifici gòtic de l'Hospital de la Santa Creu a la Diputació de Barcelona perquè fos la futura seu de l'Institut d'Estudis Catalans i de la Biblioteca de Catalunya.
Va anar formant una col·lecció extraordinària d'escultura religiosa policromada, gènere aleshores menystingut que ell volgué reivindicar explícitament. La col·lecció contenia obres de Francisco Giralte, Martínez Montañés, Gregorio Fernández, Alonso Cano, Pedro i Luisa Roldán, Pedro de Mena, Francisco Salzillo, o Ramon Amadeu, entre d'altres. El mateix Comte va descriure la seva col·lecció al llibre La Sculpture polychrome religieuse espagnole: une collection, publicat el 1925 a París. La col·lecció, mort ja el seu propietari, acabà ingressant parcialment al Museo Nacional de Escultura de Valladolid, el 1984, mentre diverses altres peces es dispersaven.
Publicà, a part dels esmentats, altres treballs com Notas pedagògicas y proyecto de una escuela naval de comercio (1903), Apuntes de recuerdos (1926-29), La Musa catalana: Geo-graphos (1935), Tres imatges (tres evocacions) (1935) o Elogi de la cultura catalana (1935), on feia un cant a la genuïnitat de la cultura pròpia del seu país.
A l'esclat de la Guerra Civil espanyola, el 1936, Güell era a Eivissa, passà a Mallorca, i des d'allà marxaria molt aviat cap a França, en un vaixell facilitat per la casa reial britànica. Tot i l'impacte negatiu que significà en el seu ànim la reacció brutal a Catalunya d'anarquistes contra la gent d'ordre i l'església, a França continuà mantenint una postura clarament crítica envers el franquisme. En francès publicaria un Journal d'un expatrié catalan 1936-45 (Mònaco 1946), llibre ben rar que mereix una lectura detallada per la insòlita visió que dona d'una època convulsa.
A la fi tornà, però no es quedà a Barcelona, sinó que es retirà altre cop a Mallorca, i al seu testament disposà la creació de la Fundació Güell, destinada a la protecció de les arts plàstiques i de la música en terres de parla catalana, entitat que començà la seva actuació el 1972, i que ara està vinculada estretament amb l'Acadèmia de Sant Jordi.